# Rolls-Royce 15 HP
La Rolls-Royce 15 HP est une automobile du constructeur britannique Rolls-Royce construit en 1904 à 6 exemplaires

## Historique
Une seule Rolls-Royce 15HP existe encore de nos jours.
Cet exemplaire a été entièrement restauré par Bill Morton, son propriétaire. La 15HP dispose d'un moteur de 3 089 cm3 à 3 cylindres en ligne, refroidi par eau.